# Kotwica Danfortha

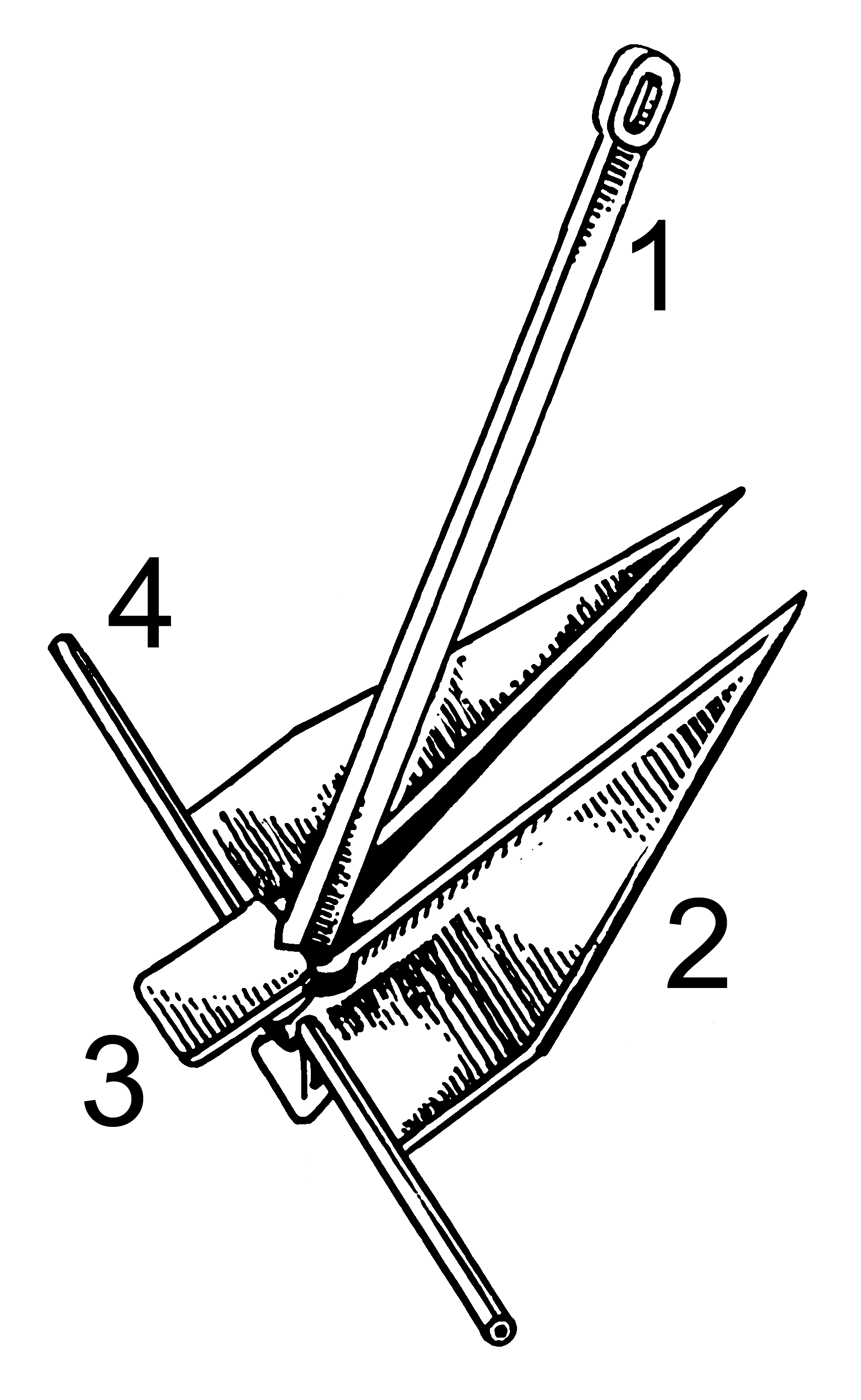
Budowa kotwicy Danfortha: 1. Trzon 2. Łapa 3. Trent 4. Poprzeczka

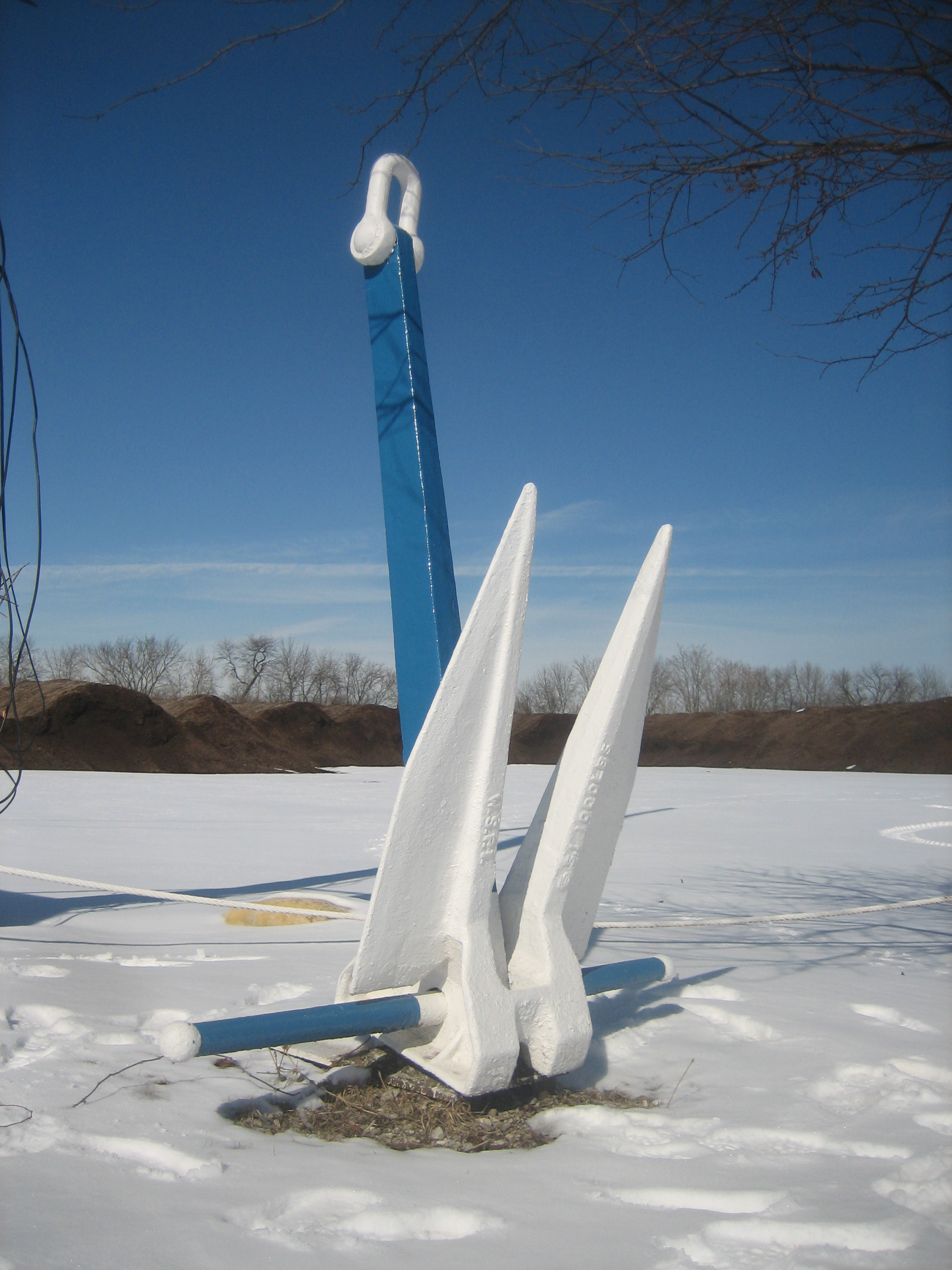
Kotwica Danfortha

Kotwica Danfortha (ang. Danforth anchor) – patentowa konstrukcja kotwicy składająca się z trzonu oraz ruchomych łap będąca modyfikacją kotwicy Halla. Współcześnie najpopularniejszy typ kotwic stosowany w żeglarstwie.
Skonstruowana została w Stanach Zjednoczonych podczas II wojny światowej (1940) i stanowiła początkowo wyposażenie wodnopłatowców typu Catalina. Jej wynalazcą był Richard Danforth. Po wojnie została rozpowszechniona w jachtingu a następnie adoptowana w Europie. Charakteryzuje się znacznie mniejszym ciężarem niż Kotwica Halla oraz trzykrotnie większą siłą trzymania. W skład jej budowy wchodzą: trzon, ostro zakończone łapy mocowane na zawiasie i wychylające się o około 30° w obydwu kierunkach oraz poprzeczka. Kształt trentu (miejsca łączenia trzonu z łapami) sprawia, że oś obrotu łap po rzuceniu kotwicy znajduje się nad dnem, przez co pazury zakopują się pod własnym ciężarem.
Produkcja oryginalnej kotwicy Danfortha odbywa się w Tie Down Engineering w USA i jest chroniona 14 patentami. Europejskie konstrukcje oparte na tym projekcie różnią się kształtem łap oraz brakiem poprzeczki. Brytyjska wersja kotwicy Danfortha nosi nazwę Clyde, natomiast francuska – Britany.